# Виллалье
Виллалье́ (фр. Villalier) — коммуна во Франции, находится в регионе Лангедок — Руссильон. Департамент коммуны — Од. Входит в состав кантона Конк-сюр-Орбьель. Округ коммуны — Каркасон.
Код INSEE коммуны — 11410.

## Население
Население коммуны на 2008 год составляло 806 человек.
| 1962 | 1968 | 1975 | 1982 | 1990 | 1999 | 2008 |
| ---- | ---- | ---- | ---- | ---- | ---- | ---- |
| 546  | 602  | 643  | 806  | 923  | 919  | 806  |

## Экономика
В 2007 году среди 512 человек в трудоспособном возрасте (15—64 лет) 370 были экономически активными, 142 — неактивными (показатель активности — 72,3 %, в 1999 году было 69,7 %). Из 370 активных работали 343 человека (174 мужчины и 169 женщин), безработных было 27 (17 мужчин и 10 женщин). Среди 142 неактивных 34 человека были учениками или студентами, 61 — пенсионерами, 47 были неактивными по другим причинам.